# Varšavski ustanak
Varšavski ustanak (poljski: powstanie warszawskie; njemački: Warschauer Aufstand) bio je oružani ustanak protiv njemačkih okupacijskih vlasti kojeg je pokrenula poljska Domovinska vojska (na poljskom: Armia Krajowa) u kasno ljeto 1944. godine. Ustanak je podignut tijekom njemačkog povlačenja iz Poljske pred ofanzivom sovjetske Crvene armije koja je u ljeto iste godine u Operaciji Bagration istjerala Nijemce s teritorija Sovjetskog Saveza i nastupala dalje prema Berlinu. Unatoč početnim uspjesima i zbog pasivnog držanja Crvene armije, Nijemci su ugušili ustanak a zatim iz odmazde sravnili Varšavu sa zemljom.

## Kontekst
Do ljeta 1944. godine, njemačka okupacija Poljske, ušla je gotovo u svoju petu godinu. Iako su Poljaci već duže vremena planirali ustanak protiv Nijemaca, u čemu su očekivali pomoć zapadnih saveznika, do ljeta 1944. godine postalo je očito da će Poljsku oslobađati sovjetska Crvena armija koja je tijekom ljeta 1944. godine u Operaciji Bagration razbila njemačku grupu armija Centar te bila u ofanzivi na zapad, prema granicama Trećeg Reicha. Poljsko – sovjetski odnosi do tada su već bili su narušeni zbog Masakra u Katinskoj šumi iz travnja 1940. a niti poslijeratne vizije Poljske nisu im se poklapale, budući da je Domovinska vojska namjeravala nakon rata ustrojiti kapitalističku Poljsku a Sovjeti pod Staljinovim vodstvom komunističku, jednostranačkwu. Zbog svega ovoga vodstvo Domovinske vojske nije na Sovjete gledalo kao na iskrene saveznike, nego tek na "saveznike naših saveznika". Iako je poljska Vlada u egzilu smatrala da je pametnije još čekati s ustankom, zapovjednik Domovinske vojske na terenu Tadeusz Bor-Komorowski krenuo je početkom 1944. godine s Operacijom Oluja, u kojoj su odredi Domovinske vojske počeli prepade na njemačke snage u povlačenju. Nijemci su, utvrđujući svoju obranu, namjeravali od Varšave stvoriti utvrdu na kojoj bi se branili od nadiruće sovjetske ofanzive, pa su u svojim proglasima pozvali stanovništvo Varšave na radove, izgradnju bunkera i sl. Stanovništvo je ove pozive uglavnom ignoriralo, što je onda zabrinulo vodstvo Domovinske vojske koje je očekivalo da bi se Nijemci zbog slabog odaziva mogli početi osvećivati na stanovništvu, što bi im onda ugrozilo mogućnosti uspješne mobilizacije na ustanak.

## Ustanak
Nakon nekoliko dana nećkanja, Poljaci su se odlučili krenuti s ustankom 31. srpnja u 17:00 sati. Kodni naziv za početak bio je "sat w", prema poljskoj riječi za eksploziju (wybuch). Ovo se kasnije pokazalo kao strateška pogreška jer su ustanici bili pripremljeni za koordinirane napade u ranu zoru a zbog nagle mobilizacije mnogih Varšavljana, njemačkom garnizonu postalo je jasno da se nešto sprema. Iako su Nijemci očekivali mogući ustanak, jednom kada je ustanak buknuo, ostali su zaprepašteni masovnošću i intenzitetom. U 16:30 sati, njemački namjesnik Fischer dao je staviti gradski garnizon u stanje najviše pripravnosti.
Nakon što su počele borbe, ustanici su iste večeri uspjeli ostvariti djelomične uspjehe, međutim različite skupine ustanika nisu uspjele spojiti vlastite sektore, tako da su bivali odsječeni u nekoliko džepova. Do 4. kolovoza i unatoč svim problemima, Poljaci su uspjeli staviti većinu grada pod svoju kontrolu, ali je nekoliko strateški važnih točaka u gradu ostalo u njemačkim rukama. Poljaci su istoga dana uspješno formirali linije bojišnica prema Nijemcima u zapadnim kvartovima Varšave Wola i Ochota. Istoga dana, general SS-a Erich von dem Bach naznačen je zapovjednikom zaduženim za gušenje ustanka. Protunapadi koje su Nijemci tada pokrenuli imali su za cilj spajanje s vlastitim snagama koje su ustanici izolirali unutar grada. Iako su Poljaci s vremenom uspjeli zaustaviti napredovanje njemačkih napadnih grupa, na području gdje su SS i Wehrmacht uspostaviti kontrolu, posebni odredi u kojima su osobito notornu ulogu odigrali Oskar Dirlewanger i Bronislav Kaminski, krenuli su sa sustavnim ubijanjem svih poljskih civila bez obzira na dob i spol, te spaljivanjem njihovih tijela. Na ovaj način željeli su slomiti volju Poljaka za daljnjim otporom bez da se moraju upuštati u teške ulične borbe, no s vremenom su shvatili da njihova zvjerstva samo pojačavaju otpor ustanika, te da će vjerojatno morati ići na neku vrstu političkog kompromisa. Njemačkim zapovjednicima postalo je jasno da unatoč svoj sili koju imaju na raspolaganju, ne mogu učinkovito slomiti otpor u ovakvom urbanom okruženju. Do sredine rujna Nijemci su na mjestu strijeljali svakog ustanika kojeg bi zarobili no kako je vrijeme prolazilo, nekim Poljacima su počeli davati statuse ratnih zarobljenika.
Dana 26. kolovoza, Crvena je armija pod zapovjedništvom Konstantina Rokosovskog, obnovila napadna djelovanja na područjima istočno od Varšave, odbacivši nazad 4. oklopni korpus SS-a, koji je u povlačenju digao u zrak mostove preko rijeke Vistule. U nastavku su se u pomoć ustanicima priključila tek Prva poljska armija Zigmunta Berlinga, koja su se borila u sklopu snaga Crvene armije. Oni su pokušali prijeći rijeku Vistulu, no tijekom pokušaja spajanja s borcima Domovinske vojske pretrpili su teške gubitke, a njihovog zapovjednika Berlinga je Staljin nedugo potom dao smijeniti.

## Predaja
Do početka rujna i njemačkom i poljskom zapovjedništvu postalo je jasno da se Crvena armija neće ozbiljnije uključivati u Varšavski ustanak. Nakon što je general Rohr predložio Poljacima pregovore, Bor-Komorowski je poziv prihvatio. Pregovori su prekidani pa ponovno počinjani ovisno o razvoju situacije ne terenu, no budući da su Nijemci krajem rujna sve više stezali obruč, 2. listopada 1944. dvije su strane zaključile dogovor o predaji. Prema dogovoru, Wehrmacht se nominalno obavezao tretirati borce Domovinske vojske kao ratne zarobljenike u skladu sa Ženevskom konvencijom, te na human odnos prema civilima. Poljski zarobljenici su kasnije otpravljani u razne logore na teritoriju pod kontrolom Trećeg Reicha. Nakon što je stanovništvo Varšave deportirano, nacisti su se odlučili na totalno uništenje grada Varšave, za što su bile zadužene posebne grupe opremljene bacačima plamena i eksplozivom koje su išle od kuće do kuće i tako ga sustavno uništavale. Do početka 1945. godine, 85% grada Varšave bilo je potpuno uništeno.

## Galerija slika
- Predaja jednog od boraca Domovinske vojske.
- Poljaci na zarobljenom njemačkom tenku Panzer V.
- Kratka strojnica "Bljeskavica" kakvu je poljski pokret otpora u tajnosti proizvodio i koristio u ustanku.
- Trupla smaknutih Poljaka koje Verbrennungskommando nosi na spaljivanje.
- Nijemci pale Varšavu bacačima plamena nakon gušenja ustanka.
- Ruševine Varšave nakon završetka ustanka.